# Reykjarfjörður nyrðri
Il Reykjarfjörður nyrðri (in lingua islandese: fiordo del fumo settentrionale) è un fiordo situato nella regione dei Vestfirðir, i fiordi occidentali dell'Islanda.

## Denominazione
Il nome Reykjarfjörður (fiordo del fumo) è abbastanza comune in Islanda e si riferisce al fumo, cioè il vapore emesso dalle sorgenti termali, che si condensa subito a contatto con l'atmosfera fredda e dà l'impressione di una zona avvolta dal fumo.
Questo Reykjarfjörður è soprannominato nyrðri (settentrionale) per distinguerlo da altri fiordi omonimi come Reykjarfjörður á Ströndum, Reykjarfjörður (Arnarfjörður) e Reykjarfjörður (Ísafjarðardjúp). Tutti e quattro sono situati nei Vestfirðir, i fiordi occidentali dell'Islanda.

## Descrizione
Il Reykjarfjörður nyrðri è situato nella parte orientale della penisola di Hornstrandir. A ovest il promontorio di Þaralátursnes sporge nel mare e lo separa dal fiordo Þaralátursfjörður.
Come suggerisce il nome, qui ci sono sorgenti termali, con temperature dell'acqua che arrivano fino a 64 °C. Nel 1938 è stata costruita una piscina all'aperto con una vasca di 20 metri di lunghezza che è stata rinnovata nel 1988.
Il fiordo ha una larghezza di 5,5 km e penetra nell'entroterra per 3,5 km; ha quindi la forma più di una baia che di un classico fiordo.
L'acqua di disgelo proveniente dal settore nord-est del ghiacciaio Drangajökull alimenta il fiume Reykjarfjarðarós, che scorre attraverso la zona e va a sfociare nel fiordo, che è il più orientale della penisola di Hornstrandir.
Una delle fonti di reddito nel fiordo era il legname galleggiante, tuttavia le case nella valle del fiordo sono state abbandonate dal 1959 e ora sono abitate solo d'estate.

## Accesso
Non ci sono piste o strade che portano nella zona. La Ófeigsfjarðarvegur (pista F649) termina a circa 25 km a sud in linea d'aria presso il ponte pedonale di Hvalárfoss.
Il Reykjafjörður, che si trova a est del Þaralátursfjörður, è un punto di partenza per gli escursionisti diretti alla penisola di Hornstrandir. Un sentiero escursionistico permette di andare da Þaralátursnes al Reykjafjörður.